# Kolmisoppi (Kuopio, Norra Savolax, Finland)
Kolmisoppi, en av sjöarna som ingår i Niittyjärvet, är en sjö i Finland. De ligger i kommunen Kuopio i landskapet Norra Savolax, i den centrala delen av landet, 400 km norr om huvudstaden Helsingfors. Kolmisoppi ligger 167 meter över havet. I omgivningarna runt Kolmisoppi växer i huvudsak blandskog. Arean är 12,6 hektar och strandlinjen är 1,48 kilometer lång. Sjön  ingår i Vuoksens huvudavrinningsområde. 